# Oberursel U.I
Le moteur Oberursel U.I fut utilisé pour propulser certains chasseurs allemands de la Première Guerre mondiale.
Il s'agissait d'un moteur rotatif en étoile de 9 cylindres refroidis par air, basé sur le moteur français le « Gnôme Monosoupape », qu'Oberursel produisait sous licence en Allemagne avant la déclaration du conflit. Il développait 100 ch (75 kW).

## Applications
- AGO DV.3
- Euler D.I (en)
- Euler D.II (en)
- Fokker D.II
- Fokker D.III
- Fokker E.II (en)
- Fokker E.III
- Fokker E.IV
- Pfalz A.II
- Pfalz E.II
- Pfalz E.III
- Pfalz E.VI
- Siemens-Schuckert E.III (en)